# 金子飛鳥
マレー飛鳥（Aska Maret、旧活動名：金子飛鳥（かねこ あすか）、女性、1959年 - ）は、日本のヴァイオリン奏者、作曲家。

## 略歴・活動
東京都杉並区出身。クラシック、ジャズ、ロックといったジャンルを自由に横断する、幅広い音楽性を持つ。3歳の頃にヴァイオリンに惹かれ、4歳でヴァイオリンを始める。高校時代にはプロとして活動開始。その後、東京芸術大学に進学。
1980年頃、上田知華のバック弦楽四重奏団「KARYOBIN」に参加。1984年に飛鳥ストリングスを結成、2枚のオリジナルアルバムをリリース。飛鳥ストリングスは、尾崎豊の『街路樹』、浜田省吾の『その永遠の一秒に ～The Moment Of The Moment～』、ユニコーンの『SPRINGMAN』、ソウル・フラワー・ユニオンの『向日葵の夢』、ソウルシャリスト・エスケイプの『短距離走者の孤独』など、多くの作品に参加。
1987年にAdi（佐藤正治、金子飛鳥、渡辺等、塩谷哲）を結成。東急文化村の10年間に渡る連続企画「Asian Fantasy Orchestra」の中核メンバー、音楽監督を歴任。仙波清彦はにわオールスターズ東南アジア公演。
1992年、初のソロ・アルバム『MULTI-VENUS』発表。1996年、坂田明/Bill Lazwellの共同project「ミジンコ空艇楽団（Flying Mijinko_Band）」で中央アジアツアー(モンゴル、ウズベキスタン)。
1996年から4年半、ハワイ・オアフ島に移住。1998年、ニューヨーク在住振付家・Yoshiko Chumaの「Unfinished Symphony」で Bessie Composition Award in N.Y.を受賞。映画『カンゾー先生』の音楽に参加。
2000年から2004年、金子飛鳥Acoustic unitにて、Japan Foundation主宰のヨーロッパ公演。ヤヒロトモヒロ（元JAGATARA）などと共に、GAIA CUATROを結成。同年、フジ・ロック・フェスティバルに、ジミ・ヘンドリックスのトリビュートバンドの一員として出演。
2005年、アフリカ公演等、数多くの海外公演を行い好評を博した。2008年、映画『西の魔女が死んだ』の音楽に、ヴァイオリン奏者として参加。
2011年より東日本大震災支援「本・つながる・未来」継続イベントを主催。音と言葉による創造的な時間を通して「いのち」のあり方と「つながり」を考え続ける。
2016年、Amy Camie（ハープ）とのデュオ・アルバム『Nebula』をリリース。2017年、林正樹（ピアノ）とのデュオ・アルバム『Delicia』をリリース。2018年、福山雅治のドームツアー「FUKUYAMA MASAHARU DOME LIVE 2018-暗闇の中で飛べ-」、三宅純 special group（ブルーノート東京他）、Wong WingTsan pianoコンサート（浜離宮ホール）に参加。
デビュー以来、膨大なアレンジワークやスタジオセッション、コンサートサポートに参加、『ファイナルファンタジー』シリーズ（鈴木光人作曲）のストリングスアレンジなども手がけている。2019年まで何年も継続している大貫妙子 Pure acoustic concert などで絶賛される。演劇の音楽監督（栗山民也演出：炎立つ、トロイ戦争は起こらない、Caligula他）、 CM音楽の作曲（サントリーアルプス天然水 – vsop CMアレンジ大賞他）、 舞踏家との即興コラボレーション（岩下徹、山田せつこ他）も手がける。サポートワーク（大貫妙子, Jane Birkin, 佐野元春, 山下洋輔, 三宅純, 挾間美帆ほか）も多数行っており、国内外の重鎮アーティストの信頼を得ている。 今までに50ヶ国以上で公演、オリジナルCD27枚。
2020年、活動を継続している主なユニット。
- Gaia Cuatro (Japanese-Argentinian combo)。 http://www.abeatmanagement.com/site/index.php/en/gaia-cuatro
- Ubiquitous (Ethnic progressive electric trio with 鬼怒無月、 ヤヒロトモヒロ)。
- 林正樹（ピアノ）とのデュオ。
- 北村聡（バンドネオン）とのデュオ。
- Amy Camie（ハープ）とのデュオ。
- Pheeroan aska project (Altanative Jazz with  Pheeroan akLaff : Ds, Perc,)。
- yuLa - 鈴木光人とのエレクトロ・アンビエント・デュオ。2020年1月30日、アルバム『Ambient Works』を配信。http://project-yula.com
- A- Un（あ・うん） - オガワアキラ（Gr, Electronics, Pf）とのポスト・クラシック・デュオ。 シングル『OIRASE』『Arrival』『cosimc scale』を配信。

2020年7月、活動名を金子飛鳥からマレー飛鳥（Aska Maret）に改名した。

## 主な共演アーティスト
飛鳥ストリングス（Aska Strings）としてのセッション参加を含む。
- 浅井健一
- Pheeroan akLaff（英語版）
- アニャンゴ(Anyango)
- 新谷祥子
- 井上鑑
- 板橋文夫
- 今堀恒雄
- 上田知華
- 伍芳(Wu Fang)
- ウォン ウィンツァン(Wong WingTsan)
- Amy Camie
- ジ・エキセントリック・オペラ
- Akira Ogawa
- 尾崎豊
- 織田哲郎
- 大貫妙子
- 小野誠彦(オノ セイゲン)
- 加藤登紀子
- Gaia Cuatro
- 北村聡
- 鬼怒無月
- コトリンゴ
- ゴンチチ
- 近藤等則
- PSY・S
- 坂田明
- 坂本龍一(Ryuichi Sakamoto)
- サザンオールスターズ
- 佐藤竹善
- 佐野元春
- 沢知恵
- 沢田研二
- 塩谷哲
- 鈴木重子
- 鈴木雅之
- 鈴木光人
- ジェーン・バーキン(Jane Birkin)
- スチャダラパー
- 仙波清彦
- ソウル・フラワー・ユニオン
- ソウルシャリスト・エスケイプ
- 玉置浩二
- TUBE
- 中島みゆき
- 中島ノブユキ
- 中村達也
- ナターシャ・グジー(Nataliya Gudziy)
- 爆風スランプ
- 挾間美帆
- Febian Reza Pane
- 早坂沙知
- 林正樹
- 浜田省吾
- BEGIN
- 久石譲
- 平沢進
- Michele Fazio
- Hugo Fattoruso（英語版）
- ファルコン
- 深町純
- 福山雅治
- 藤井フミヤ
- BOOM BOOM SATELLITES
- BLANKEY JET CITY
- THE BLUE HEARTS
- Fausto Beccalossi（イタリア語版）
- 本田美奈子.
- 真島昌利
- 松たか子
- 三宅純
- 宮良牧子
- やまがたすみこ
- 山木秀夫
- 山下洋輔(Yōsuke Yamashita（英語版）)
- ヤヒロトモヒロ
- ユニコーン
- 遊佐未森
- 吉田篤貴
- ビル・ラズウェル(Bill Laswell（英語版）)
- ドーナル・ラニー(Dónal Lunny（英語版）)
- L'Arc〜en〜Ciel
- LOSALIOS
- LINDBERG
- Scott Robinson（英語版）
- 渡辺えり
- 渡辺香津美
- 渡辺美里

## ソロ・アルバム
- MULTI-VENUS（1992年） - プログレッシブ・ロック色が濃い作品。今堀恒雄、富岡義広、渡辺香津美、坂田明などが参加。
- TWELVE MYTH（1995年）
- MOTHER（2002年） - 極上のアンサンブルミュージック。エリック・クラプトンやローリング・ストーンズのカヴァーも収録。
- BETWEENNESS（2004年） - ヴァイオリンとピアノのデュオ作品。フェビアン・レザ・パネ、塩谷哲、山下洋輔が参加。
- Ave（2007年） - 井上鑑、ドーナル・ラニーなどが参加。平和省プロジェクト、チェルノブイリ子ども基金などのためのチャリティ・アルバム。
- Still（2012年） - ヒーリング・ミュージック的な作品